# Quid Pro Quo (альбом Status Quo)
Quid Pro Quo — двадцять дев'ятий студійний альбом британського рок-гурту Status Quo, який був випущений 27 травня 2011 року.

## Список композицій
1. Two Way Traffic — 4:00
2. Rock 'n' Roll 'n' You — 3:32
3. Dust to Gold — 4:52
4. Let's Rock — 4:28
5. Can't See for Looking — 3:55
6. Better Than That — 3:18
7. Movin' On — 4:05
8. Leave a Little Light On — 4:05
9. Any Way You Like It — 3:18
10. Frozen Hero — 4:21
11. Reality Cheque — 4:05
12. The Winner — 3:18
13. It's All About You — 2:54
14. My Old Ways — 3:04
15. In The Army Now — 3:53

## Учасники запису
- Френсіс Россі — вокал, гітара
- Рік Парфітт — вокал, гітара
- Джон Едвардс — бас-гітара
- Метт Летлі — ударні
- Енді Боун — клавішні

## Чарти
| Чарт (2011)                                  | Найвища позиція |
| -------------------------------------------- | --------------- |
| Австрія Austrian Albums (Ö3 Austria)         | 26              |
| Бельгія Belgian Albums (Ultratop Flanders)   | 61              |
| Бельгія Belgian Albums (Ultratop Wallonia)   | 83              |
| Нідерланди Dutch Albums (MegaCharts)         | 32              |
| Франція French Albums (SNEP)                 | 157             |
| Німеччина German Albums (Offizielle Top 100) | 13              |
| Ірландія Irish Albums (IRMA)                 | 37              |
| Шотландія Scottish Albums (OCC)              | 8               |
| Швеція Swedish Albums (Sverigetopplistan)    | 32              |
| Швейцарія Swiss Albums (Schweizer Hitparade) | 8               |
| Велика Британія UK Albums (OCC)              | 10              |
| Велика Британія UK Independent Albums (OCC)  | 4               |

## Сертифікації
| Регіон                                             | Сертифікація | Продажі |
| -------------------------------------------------- | ------------ | ------- |
| Велика Британія (BPI)                              | Срібний      | 60 000^ |
| ^відвантаження, що базуються лише на сертифікаціях |              |         |